# Dunedinia occidentalis
Dunedinia occidentalis är en spindelart som beskrevs av Alfred Frank Millidge 1993. Dunedinia occidentalis ingår i släktet Dunedinia och familjen täckvävarspindlar.
Artens utbredningsområde är Western Australia. Inga underarter finns listade i Catalogue of Life.